# Карпенко Сергій Олександрович
Сергі́й Олекса́ндрович Карпе́нко (1984—2014) — солдат Збройних сил України учасник російсько-української війни.

## Життєпис
Народився 1984 року в селі Миролюбівка (Широківський район, Дніпропетровська область). Майстер виробничого дорожного участку кар'єру № 3 рудоуправління ПАТ «Артселор Міттал Кривий Ріг».
Мобілізований у березні 2014-го, кулеметник, 25-а окрема повітряно-десантна бригада.
12 серпня 2014-го загинув у бою близько Вуглегірська приблизно о 21:00. Тоді ж полягли підполковник Жуков Дмитро Сергійович, старший лейтенант Чигринов Дмитро Вікторович, старшина Мельников Олександр Юрійович, старший солдат Паращенко Андрій Васильович, солдати Головко Олександр Валерійович та Слісаренко Сергій Петрович.
Похований у селі Радушне. Вдома залишилися дружина та дві доньки — 2006 і 2007 р.н.

## Нагороди та вшанування
- 14 листопада 2014 року за особисту мужність і героїзм, виявлені у захисті державного суверенітету та територіальної цілісності України, вірність військовій присязі під час російсько-української війни, відзначений — нагороджений орденом «За мужність» III ступеня (посмертно).
- Орден «За вірність присязі» (посмертно, 26.08.2016)[1]
- Його портрет розміщений на меморіалі «Стіна пам'яті полеглих за Україну» у Києві: секція 2, ряд 2, місце 38.
- вшановується 12 серпня на ранковому церемоніалі загиблих українських героїв, які загинули в різні роки внаслідок російської агресії.[2]
- в серпні 2015 року у Радушному відкрито пам'ятний знак на честь загиблих земляків — учасників російсько-української війни. Це Карпенко Сергій, Іванов Анатолій та Марчук Євген.